# Remijia grazielae
Remijia grazielae är en måreväxtart som beskrevs av Dimitri Sucre Benjamin. Remijia grazielae ingår i släktet Remijia och familjen måreväxter. Inga underarter finns listade i Catalogue of Life.